# 栃木県道252号蛭沼川連線
栃木県道252号蛭沼川連線（とちぎけんどう252ごう ひるぬまかわづれせん）は、栃木県栃木市にある一般県道である。

## 概要
- 実延長：9.451km[1]
- 起点：栃木県栃木市藤岡町蛭沼（蛭沼交差点＝栃木県道50号藤岡乙女線交点）
- 終点：栃木県栃木市大平町川連（栃木翔南高校入口交差点＝栃木県道11号栃木藤岡線交点）
- 指定：1961年（昭和36年）4月1日

## 通過する自治体
- 栃木県
  - 栃木市

## 交差する主な道路
- 栃木県道160号和泉間々田線（伯仲交差点 = 栃木市大平町伯仲）
- 国道50号（西水代交差点 = 栃木市大平町西水代）
- 栃木県道36号岩舟小山線（栃木市大平町西水代）
- 栃木県道311号小山大平線（栃木市大平町西野田）
- 下都賀西部広域農道（土与交差点 = 栃木市大平町土与）

## 沿線施設
- いすゞ自動車栃木工場